# 오픈오피스 라이터
아파치 오픈오피스 라이터(Apache OpenOffice Writer, 이전 이름: OpenOffice.org 라이터)는 아파치 오픈오피스 소프트웨어 패키지의 워드 프로세서 구성 요소이다. 라이터는 마이크로소프트 워드와 코렐의 워드퍼펙트와 비슷하지만 자체 기능들이 일부 포함된 워드 프로세서이다.
다른 아파치 오픈오피스 제품군의 제품들과 동일하게, 라이터 또한 마이크로소프트 윈도우, 리눅스, 프리BSD, IRIX, 솔라리스를 포함한 다양한 플랫폼에서 사용할 수 있다. 아파치 V2 사용 허가서로 출시된 라이터는 오픈 소스 소프트웨어이다.